# Alphonse Allaert
Alphonse Allaert (nascido a 13 de julho de 1875, data de falecimento desconhecida) foi um arqueiro belga. Ele competiu nos Jogos Olímpicos de Verão de 1920, onde ganhou três medalhas, duas de ouro e uma de prata.